# 신관우
신관우(1926년 3월 20일~2009년 7월 ?일)는 대한민국의 정치인이다. 제6대 국회의원을 지냈다.

## 역대 선거 결과
|  | 29.36% |

|  | 43.70% |